# Anoba phaeotermesia
Anoba phaeotermesia är en fjärilsart som beskrevs av George Francis Hampson 1926. Anoba phaeotermesia ingår i släktet Anoba och familjen nattflyn. Inga underarter finns listade i Catalogue of Life.